# هيديبي
هيديبي (تنطق بالدنماركية: ‎[ˈhe̝ːðəˌpyˀ]‏) كانت مستوطنة تجارية مهمة في عصر الفايكنج الدنماركي (من القرن الثامن إلى القرن الحادي عشر) بالقرب من الطرف الجنوبي لشبه جزيرة يوتلاند، الآن في منطقة شليسفيغ-فلنسبورغ في شلسفيغ هولشتاين، ألمانيا. حوالي عام 965، زار المؤرخ إبراهيم بن يعقوب الطرطوشي مدينة هيديبي ووصفها بأنها «مدينة كبيرة جدًا تقع في نهاية محيط العالم».
تطورت المستوطنة لتصبح مركزًا تجاريًا على رأس مدخل ضيق صالح للملاحة يعرف باسم شلي [الإنجليزية]، والذي يتصل ببحر البلطيق. كان الموقع مناسبًا نظرًا لوجود مسافة قصيرة تقل عن 15 كيلومترًا إلى نهر ترين [الإنجليزية]، الذي يصب في نهر آيدر مع مصب بحر الشمال، مما يجعله مكانًا مناسبًا حيث يمكن سحب البضائع والسفن على الطرق المضلعة برًا لطريق بحري غير منقطع تقريبًا بين بحر البلطيق وبحر الشمال وتجنب الدوران الخطير والمستهلك للوقت حول يوتلاند، مما يوفر لهيديبي دورًا مشابهًا لدور لوبيك اللاحق. كانت هيديبي ثاني أكبر مدينة في الشمال خلال عصر الفايكنج، بعد أوباكرا [الإنجليزية] في جنوب السويد حاليًا. تأسست مدينة شلسفيغ لاحقًا على الجانب الآخر من شلي. تم التخلي عن هيديبي بعد تدميرها عام 1066.
أعيد اكتشاف هيديبي في أواخر القرن التاسع عشر وبدأت الحفريات في عام 1900. افتتح متحف هيديبي [الإنجليزية] بجوار الموقع عام 1985. نظرًا لأهميتها التاريخية خلال عصر الفايكنج والحفاظ عليها بشكل استثنائي، أدرجت هيديبي وأعمال الحفر الدفاعية القريبة في دانيفيرك [الإنجليزية] في قائمة التراث العالمي لليونسكو في عام 2018.
ذكرت هيديبي في حكاية ابنة ملك الأهوار الخيالية التي كتبها هانس كريستيان أندرسن.

## أنظر أيضًا
- أشخاص: الطرطوشي ، آدم البريمني ، هارولد هاردرادا ، روريك
- المدن: بيركا ، شلسفيغ
- عصر الفايكنج

## روابط خارجية
- الموقع الإلكتروني لمتحف هيثابو فايكنغ
- صور من متحف هايثابو فايكنغ
- معرض صور فليكر: منازل ومتحف الفايكنج